# Chrysler Aspen
Chrysler Aspen – samochód osobowy typu SUV klasy wyższej produkowany pod amerykańską marką Chrysler w latach 2006 – 2008.

## Historia i opis modelu

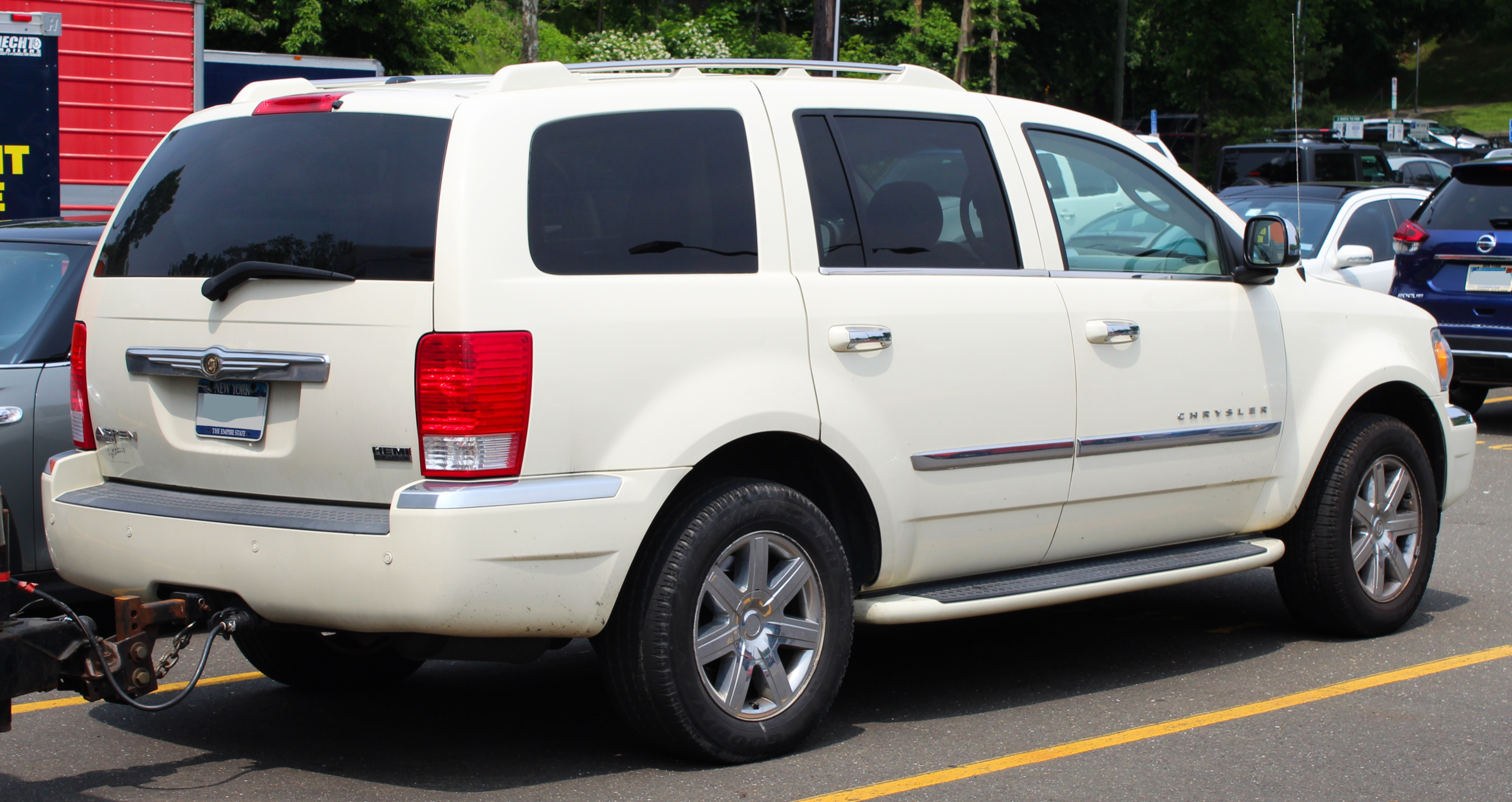
Chrysler Aspen – tył

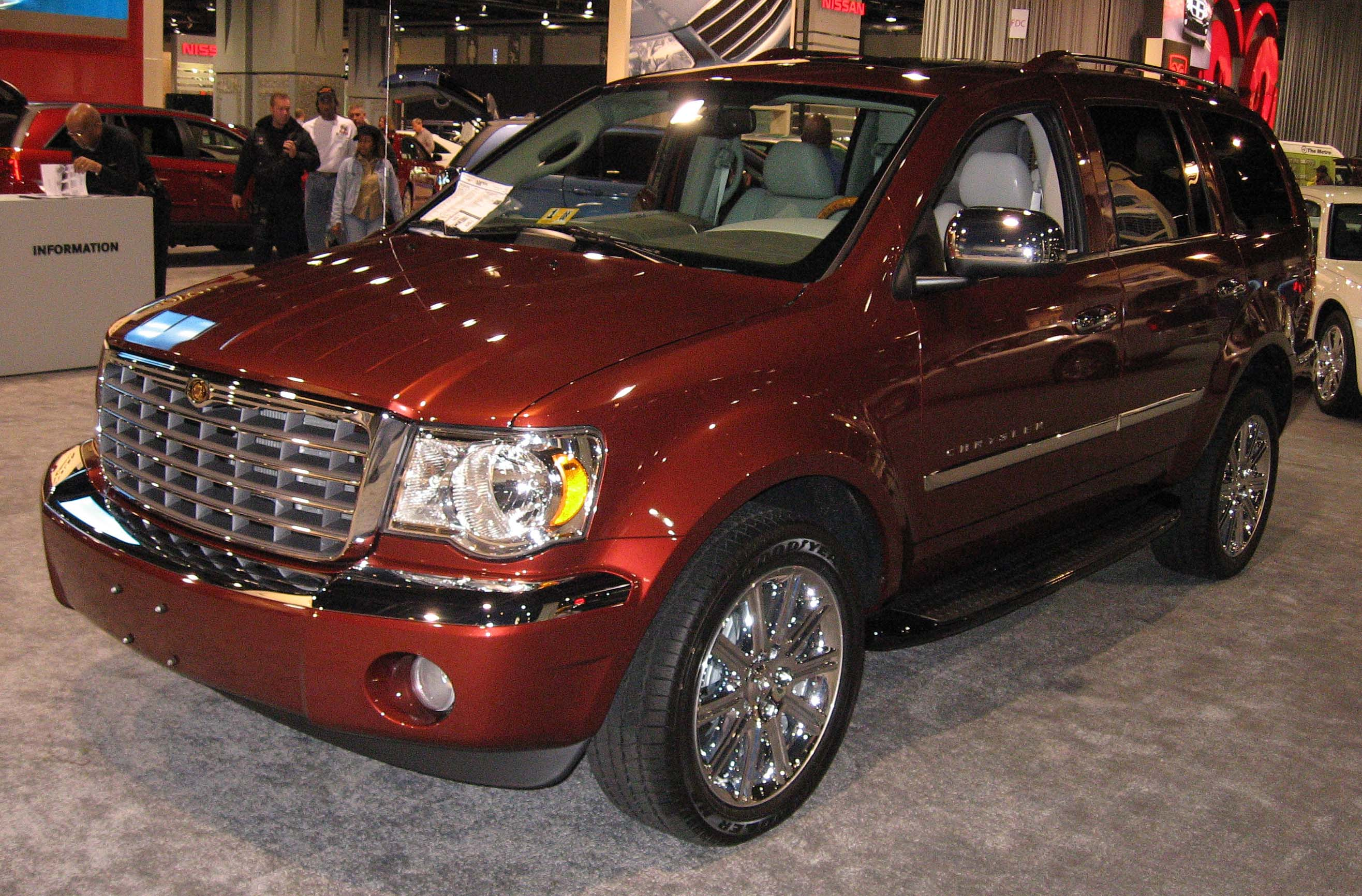
Chrysler Aspen na Washington Auto Show

W połowie pierwszej dekady XXI wieku Chrysler podjął decyzję o poszerzeniu swojej oferty o pierwszy w historii samochód typu SUV, prezentując go w styczniu 2006 roku podczas North American International Auto Show.
Aspen powstał bliźniacza konstrukcja dla modelu Dodge Durango, zyskując w stosunku do niego jednak obszerne różnice wizualne. Pas przedni zyskał obszerną atrapę chłodnicy z umieszczoną w górnej krawędzi chromowaną listwą i szerokim logo firmowym, upodabniając pojazd do m.in. modeli Crossfire czy 300. Zmiany przeszła także tylna część nadwozia, z foremnymi, prostokątnymi lampami w pionowej formie.
Chrysler Aspen był wyposażony w 3 rzędy siedzeń dla 7 lub 8 osób (w zależności od wersji), a dla nadania mu luksusowego charakteru względem pokrewnej konstrukcji Dodge'a kabina pasażerska zyskała bogato zdobione akcenty ze skóry oraz drewna. Pojazd oferowano wyłącznie w relatynwie bogato wyposażonej odmianie Limited charakteryzującej się m.in. łącznością z iPodem czy ośmiogłośnikowym systemem audio.

### Sprzedaż
Chrysler Aspen powstał z myślą o rodzimym rynku Ameryki Północnej, gdzie trafił do sprzedaży ponad pół roku po debiucie, jesienią 2006 roku.
Rynkowa obecność samochodu nie trwała długo – w grudniu 2008 roku po niespełna dwóch latach Chrysler podjął decyzję o zakończeniu wytwarzania Aspena z powodu niskiej sprzedaży.

### Silniki
- V8 4.7l Magnum
- V8 5.7l Hemi